# Aleksandr Stolétov
Aleksandr Grigórievich Stolétov (en ruso: Алекса́ндр Григо́рьевич Столе́тов; 10 de agosto de 1839 - 27 de mayo de 1896) fue un físico ruso, fundador de la ingeniería eléctrica, y profesor en la Universidad de Moscú. Fue hermano del general Nikolái Stolétov.

## Biografía
Aleksandr Stoletov realizó su tesis de doctorado en 1872 y obtuvo el título de profesor en la Universidad de Moscú un año más tarde.
Después de defender su tesis doctoral, se convirtió en un científico de renombre mundial. Asistió a la ceremonia de inauguración del laboratorio de física en Cambridge, en 1874, y representó a Rusia en la primera Exposición Internacional de Electricidad en París en 1881, donde presentó su trabajo sobre la relación de los valores de la electrostática y electromagnética.

## Contribución a la ciencia

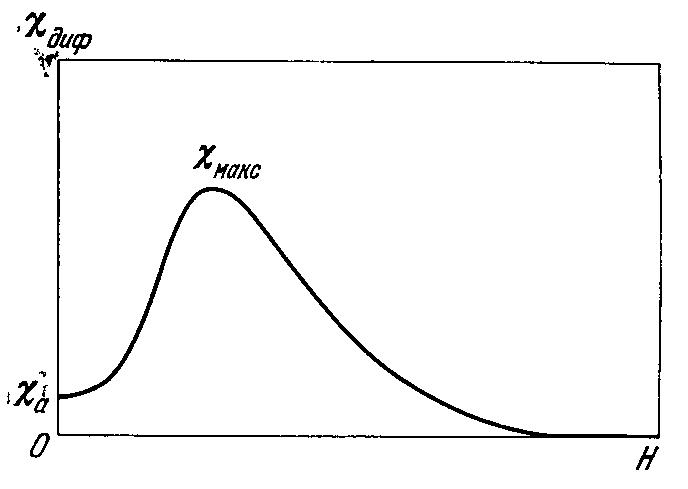
Curva de Stoletov

Sus contribuciones principales incluyen un trabajo en el campo de ferromagnetismo y el descubrimiento de las leyes y principios de la parte externa del efecto fotoeléctrico.
Los logros de Aleksandr Stolétov incluyen:

### Magnetismo (1871-1872)
- Stoletov fue el primero en demostrar que con el aumento del campo magnético la susceptibilidad magnética del hierro crece, pero luego comienza a disminuir.[1][2]
- Construyó la curva de la permeabilidad magnética de ferromagneticos, conocida como curva de Stoletov.
- Desarrolló dos nuevos métodos para la medición de las propiedades magnéticas de materiales distintos.

### Efecto fotoeléctrico (1888-1891)
- Estudió el efecto fotoeléctrico exterior, descubierto por Hertz en 1887. Publicó los resultados en seis obras.[3][4][5][6][7][8]
- Desarrolló métodos cuantitativos para el estudio del efecto fotoeléctrico.
- Descubrió la directa proporcionalidad entre la intensidad de la luz y la correspondiente foto de corriente inducida (ley de Stoletov)
- Descubrió la constante de Stoletov que define la relación entre la intensidad de la corriente eléctrica y el gas de la presión bajo la corriente máxima.
- Construyó la primera célula solar basada en el efecto fotoeléctrico exterior y estimó el tiempo de respuesta de la fotoeléctrica actual.
- Descubrió la disminución de la célula solar de la sensibilidad con el tiempo (la fatiga de las células solares).

### Otros
- Calculó la proporción entre la electrodinámica y unidades electrostáticas, produciendo un valor muy cercano a la velocidad de la luz.

## Reconocimientos
- El cráter lunar Stoletov lleva este nombre en su memoria.[9]

## Publicaciones
Entre los trabajos importantes publicados de Alexander Stoletov se incluyen:
- En el Kohlrausch la medición de la unidad de mercurio de resistencia eléctrica;
- Sur une méthode pour déterminer le rapport des unités électromagnétiques et électrostatiques (presentación en francés);
- Sobre la electricidad de yuxtaposición;
- Sobre el estado crítico de los cuerpos (4 artículos);
- El éter y la electricidad;
- Ensayo sobre el desarrollo de nuestro conocimiento de gases;
- Introducción a la acústica y óptica.